# Albert Thibaudet
Albert Thibaudet (ur. 1 kwietnia 1874 w Tournus, zm. 16 kwietnia 1936 w Genewie) – francuski literaturoznawca i krytyk literacki, profesor Uniwersytetu w Genewie. 

## Życiorys
Ukończył Liceum Henryka IV w Paryżu (uczeń Henriego Bergsona) i Sorbonę. Od 1896 nauczał w prowincjonalnych liceach francuskich, a po 1918 na uniwersytetach w Yorku i Uppsali. Od 1925 do śmierci był profesorem literatury francuskiej na Uniwersytecie w Genewie. Od 1911 stale współpracował z czasopismem La Nouvelle Revue française. Został z czasem najwybitniejszym krytykiem tego pisma. Jego krytyki wydano potem w kilkutomowym dziele Réflexions sur le roman (1938-1941). Nie wartościował bezpośrednio w swojej działalności krytycznej poszczególnych dzieł, ale raczej starał się pogłębiać ich obserwacje, rozumieć je, zmierzać do uchwycenia indywidualnej dynamiki twórczej pisarzy, a także sytuować ich w czasie i przestrzeni historyczno-kulturalnej. Wydane przez niego dzieła stanowią najjaskrawsze przykłady bergsonizmu w krytyce literackiej.

## Dzieła
Najważniejsze dzieła:
- La poésie de Stéphane Mallarmé (1912),
- Trente ans de vie française (1920-1923),
- Gustave Flaubert (1922),
- Triptyque de la poésie moderne: Verlaine, Rimbaud, Mallarmé (1924),
- Paul Valéry (1924),
- Histoire de la littérature française de 1789 à nos jours (1936)[1].